# Richard Winston
Richard Winston (geboren 21. Juli 1917 in New York City; gestorben 22. Dezember 1979 in Brattleboro, Vermont) war ein US-amerikanischer Übersetzer und Schriftsteller.

## Leben
Richard Winston heiratete Clara Brussel, sie hatten zwei Kinder. Seine Tochter Krishna Winston-Billingsley arbeitet ebenfalls als Übersetzerin. Clara und Richard Winston übersetzten mehr als 150 Bücher aus dem Deutschen ins Englische, darunter Werke von Hannah Arendt, Hermann Hesse, Rolf Hochhuth, Franz Kafka, Thomas Mann und Albert Speer. Richard Winston und Clara Winston wurden für viele deutschsprachige, vor dem Nationalsozialismus geflüchtete Schriftsteller eine Anlaufstelle. Im Jahr 1978 erhielten sie den National Book Award for Translated Literature für das Buch In the Deserts of This Earth von Uwe George. 
Richard Winston schrieb Biografien über zwei herausragende Gestalten des Mittelalters, über den Kaiser Karl den Großen und über den britischen Erzbischof und Lordkanzler Thomas Becket. Er befasste sich mit dem Werk Thomas Manns.
Winston lebte in Halifax (Vermont). 

## Schriften (Auswahl)
- Charlemagne – from the hammer to the cross. London : Eyre & Spottiswoode, 1956
  - Karl der Grosse. Übersetzung Jutta Knust, Theodor A. Knust. Stuttgart : Steingrüben, 1956
- Thomas Becket. London : Constable, 1967
- Richard Winston, Clara Winston: Notre-Dame de Paris. W W Norton & Co Inc, 1972
  - Richard Winston, Clara Winston: Notre-Dame. Übersetzung Lydia Dewiel. Wiesbaden : Ebeling, 1976
- Thomas Mann : the making of an artist, 1875–1911; from his childhood to the writing of Death in Venice. Nachwort Clara Winston. London : Constable, 1982
  - Der junge Thomas Mann : das Werden eines Künstlers, 1875 bis 1911. Übersetzung Sylvia Hofheinz. München : Knaus, 1985

## Übersetzungen (Auswahl)
- Owen Elford: Men in black : a novel about Lidice. Übersetzung Richard Winston. New York : Albert Unger, 1942
- Hannah Arendt: Rahel Varnhagen. The life of a Jewess. Übersetzung Richard Winston, Clara Winston. London: East And West Library, 1957
- Albert Speer: Inside the Third Reich. The Classic Account of Nazi Germany by Hitler's Armament Minister. Übersetzung Richard Winston, Clara Winston. London : Sphere Books, 1971
- Hans Herlin: Which way the wind. Übersetzung Richard Winston, Clara Winston. 1975
- Uwe George: In the Deserts of This Earth. Übersetzung Richard Winston, Clara Winston. 1978

und außerdem Werke von Margot Benary-Isbert, C. W. Ceram, Ein Mord, den jeder begeht und Die Dämonen von Heimito von Doderer, Die Panne und Grieche sucht Griechin von Friedrich Dürrenmatt, Der Stellvertreter von Rolf Hochhuth, C. G. Jung, Alexander Lernet-Holenia, Walter Mehring, Ludwig Reiners, Hans Sahl, Paul Sethe, Elsa Steinmann. 